# Deutsche Leichtathletik-Meisterschaften 1996
Die 96. Deutschen Leichtathletik-Meisterschaften wurden vom 21. bis zum 23. Juni 1996 in Köln im Müngersdorfer Stadion ausgetragen.

## Ausgelagerte Disziplinen
Wie in den Jahren zuvor wurden weitere Meisterschaftstitel an verschiedenen anderen Orten vergeben, in der folgenden Auflistung in chronologischer Reihenfolge benannt.
- Halbmarathon – Kaiserslautern, 31. März mit Einzel-/Mannschaftswertungen für Frauen und Männer
- 10-km-Gehen (Frauen)/50-km-Gehen (Männer) – Naumburg (Saale), 28. April mit jeweils Einzel- und Mannschaftswertungen
- Läufe über 10.000 m (Frauen und Männer) – Koblenz, 16. Mai
- Langstaffeln, Frauen: 3 × 800 m/Männer: 4 × 800 m und 4 × 1500 m – Erfurt, 7. Juli im Rahmen der Deutschen Jugendmeisterschaften
- Mehrkämpfe (Frauen: Siebenkampf)/(Männer: Zehnkampf) – Vaterstetten, 31. August/1. September mit Einzel- und Mannschaftswertungen
- Marathonlauf – im Rahmen des Berlin-Marathons, 29. September mit Einzel-/Mannschaftswertungen für Frauen und Männer[2]
- Berglauf im Rahmen des Hochfellnberglaufs – Bergen (Chiemgau), 29. September mit Einzel-/Mannschaftswertung für Männer und Frauen
- 100-km-Straßenlauf – Rodenbach (bei Hanau), 19. Oktober mit Einzel-/Mannschaftswertungen für Frauen und Männer[3]
- Crossläufe – Hamburg, 30. November/1. Dezember mit Einzel-/Mannschaftswertungen für Frauen und Männer auf jeweils zwei Streckenlängen (Mittel-/Langstrecke)

## Sportliche Leistungen
Die Meisterschaften, die bei nasskalten Wetterbedingungen stattfanden, bildeten für die deutschen Athleten die letzte Qualifikationsmöglichkeit für die im selben Jahr anstehenden Olympischen Spiele in Atlanta. Die sechs Sportler Marc Blume und Charles Friedek – jeweils mit deutscher Jahresbestleistung (DJB) über 200 Meter bzw. im Dreisprung –, Linda Kisabaka, Petra Lobinger geb. Laux, Heinz Weis und Joachim Dehmel erreichten hier kurz vor dem Nominierungsstichtag des DLV vom 27. Juni 1996 noch die Olympianorm.
Im 5000-Meter-Bahngehen stellte Beate Gummelt mit 20:31,58 Minuten einen neuen deutschen Rekord (DR) auf.

## Doping
Auch einen – geahndeten – Dopingfall gab es bei diesen Meisterschaften: Stefan Schmid hatte den Zehnkampf mit sehr guten 8478 Punkten gewonnen. Er wurde jedoch nachträglich wegen einer positiven Dopingprobe mit Spuren des Schmerzmittels Dextropropoxyphen disqualifiziert.

## Medaillengewinner Männer
Die folgenden Übersichten fassen die Medaillengewinner und -gewinnerinnen zusammen. Eine ausführlichere Übersicht mit den jeweils ersten acht in den einzelnen Disziplinen findet sich unter dem Link Deutsche Leichtathletik-Meisterschaften 1996/Resultate.
| Disziplin                                   | Gold                                                                           | Leistung       | Silber                                                                       | Leistung       | Bronze                                                                      | Leistung                          |
| ------------------------------------------- | ------------------------------------------------------------------------------ | -------------- | ---------------------------------------------------------------------------- | -------------- | --------------------------------------------------------------------------- | --------------------------------- |
| 100 m (Wind: −0,4)                          | Marc Blume (TV Wattenscheid 01)                                                | 10,16 s00      | Michael Huke (TV Wattenscheid 01)                                            | 10,29 s00      | Holger Blume (TV Wattenscheid 01)                                           | 10,41 s00                         |
| 200 m (Wind: ±0,0)                          | Marc Blume (TV Wattenscheid 01)                                                | 20,49 s00      | Robert Kurnicki (TV Wattenscheid 01)                                         | 20,68 s00      | Alexander Lack (LT Hannover)                                                | 20,75 s00                         |
| 400 m                                       | Uwe Jahn (LAC Chemnitz)                                                        | 45,86 s00      | Thomas Schönlebe (LAC Chemnitz)                                              | 46,00 s        | Andreas Hein (LG Wetzlar)                                                   | 46,07 s00                         |
| 800 m                                       | Nico Motchebon (LAC Quelle Fürth/München)                                      | 1:45,73 min    | Joachim Dehmel (LAC Quelle Fürth/München)                                    | 1:45,96 min    | Mark Eplinius (LG SCC Nike Berlin)                                          | 1:46,15 min                       |
| 1500 m                                      | Dieter Baumann (LG Bayer Leverkusen)                                           | 3:37,36 min    | Rüdiger Stenzel (TV Wattenscheid 01)                                         | 3:37,55 min    | Steffen Teichmann (BSV Brandenburg)                                         | 3:41,05 min                       |
| 5000 m                                      | Dieter Baumann (LG Bayer Leverkusen)                                           | 13:28,23 min   | Carsten Eich (SC DHfK Leipzig)                                               | 13:30,43 min   | Martin Block (LG Bayer Leverkusen)                                          | 13:55,12 min                      |
| 10.000 m                                    | Stéphane Franke (LG Salamander Kornwestheim)                                   | 28:07,68 min   | Carsten Eich (SC DHfK Leipzig)                                               | 28:15,91 min   | Jens Karraß (LC Cottbus)                                                    | 29:15,28 min                      |
| Halbmarathon                                | Stephan Freigang (LC Cottbus)                                                  | 1:03:40 h0000  | Jens Karraß (LC Cottbus)                                                     | 1:04:28 h0000  | Heinz-Bernd Bürger (LG Bayer Leverkusen)                                    | 1:04:31 h0000                     |
| Halbmarathon, Mannschaftswertung            | LC CottbusStephan Freigang Jens Karraß Dirk Schinkoreit                        | 3:13:38 h0000  | LG Bayer LeverkusenHeinz-Bernd Bürger Martin Block Siegfried Krischer        | 3:20:45 h0000  | LAV Bayer Uerdingen/DormagenRoland Emmerich Claus Seifert Holger Ahrenberg  | 3:22:41 h0000                     |
| Marathon                                    | Steffen Dittmann (LC Solbad Ravensberg)                                        | 2:16:03 h0000  | Hans Hopfner (LLC Marathon Regensburg)                                       | 2:16:24 h0000  | Heiko Schinkitz (SG Adelsberg)                                              | 2:17:13 h0000                     |
| Marathon, Mannschaftswertung                | SG AdelsbergHeiko Schinkitz Carsten Merz Axel Petzsch                          | 7:07:42 h0000  | LLC Marathon RegensburgJohann Hopfner Peter Ertl Ulf Sengenberger            | 7:17:37 h0000  | LG GöttingenJürgen Kerl Axel Wölk Wilhelm Gräber                            | 7:18:13 h0000                     |
| 100-km-Straßenlauf                          | Kazimierz Bak (MTP Hersbruck)                                                  | 6:34:18 h0000  | Michael Sommer (Eichenkreuz Schwaikheim)                                     | 6:46:20 h0000  | Ulrich Amborn (LG Offenbach)                                                | 6:49:41 h0000                     |
| 100-km-Straßenlauf, Mannschaftswertung      | LTF MarpingenJörg Hooß Robert Feller Stefan Feller                             | 22:15:10 h0000 | Eichenkreuz SchwaikheimMichael Sommer Thomas Gerst Jochen Beurer             | 22:45:12 h0000 | SuS Schalke 96Wolfgang Thamm Ludger Garding Klaus Jacob                     | 23:35:14 h0000                    |
| 110 m Hürden (Wind: +0,5)                   | Florian Schwarthoff (LAC Quelle Fürth/München)                                 | 13,20 s00      | Claude Edorh (ASV Köln)                                                      | 13,47 s00      | Eric Kaiser (MTG Mannheim)                                                  | 13,49 s00                         |
| 400 m Hürden                                | Steffen Kolb (LG Offenburg)                                                    | 50,17 s00      | Stefan Striezel (TV Wattenscheid 01)                                         | 50,43 s00      | Daniel Blochwitz (LG Ohra Hörsel)                                           | 50,72 s00                         |
| 3000 m Hindernis                            | Steffen Brand (LG Bayer Leverkusen)                                            | 8:24,09 min    | Martin Strege (ESC Erfurt)                                                   | 8:25,14 min    | Mark Ostendarp (TV Wattenscheid 01)                                         | 8:26,01 min                       |
| 4 × 100 m Staffel                           | TV Wattenscheid 01Holger Blume Marc Blume Michael Huke Robert Kurnicki         | 39,22 s00      | LC RehlingenRalf Ruth Roger Gräber Andreas Ruth Uwe Eisenbeis                | 39,61 s00      | LT 85 HannoverAlexander Kosenkow Ingo Volkmann Alexander Lack Alexander Vey | 39,98 s00                         |
| 4 × 400 m Staffel                           | LAC ChemnitzJens Carlowitz Rico Lieder Uwe Jahn Thomas Schönlebe               | 3:05,14 min    | LG Bayer LeverkusenDaniel Bittner Markus Rau Andreas Adam Julian Voelkel     | 3:07,00 min    | LG BraunschweigLars Dethlefs Kai Karsten Jörg Teichler Markus Diekmann      | 3:07,82 min                       |
| 4 × 800 m Staffel                           | LG SCC Nike BerlinThomas Bobbert Jens-Peter Herold Thomas Kreutz Mark Eplinius | 7:22,22 min    | ASV KölnManfred Wollersheim Christian Ermert Christoph Meyer Oliver Poeschl  | 7:22,23 min    | LAG Mittlere IsarStephan Eberle Marcus Schlecht German Hehn Oliver Daum     | 7:23,88 min                       |
| 4 × 1500 m Staffel                          | ASV KölnKlug Schäfer Mirko Döring Christoph Meyer                              | 15:24,69 min   | TV Wattenscheid 01Felix Leiter Daniel Elferich Carsten Schütz Mark Ostendarp | 15:24,91 min   | ESC ErfurtFromm Uwe Pflügner Martin Strege Dominique Löser                  | 15:24,93 min                      |
| 20-km-Gehen                                 | Robert Ihly (LG Offenburg)                                                     | 1:21:40 h0000  | Nischan Daimer (OSC München)                                                 | 1:21:48 h0000  | Axel Noack (OSC Berlin)                                                     | 1:22:18 h0000                     |
| 20-km-Gehen, Mannschaftswertung             | Berliner SCAndreas Erm Volker Umlauft Gregor Neumann                           | 4:30:55 h0000  | LGV GleinaMike Trautmann Denis Trautmann Markus Heft                         | 4:31:53 h0000  | LAC Quelle Fürth/MünchenMichael Lohse Ralf Rose Alfons Schwarz              | 4:31:54 h0000                     |
| 50-km-Gehen                                 | Ronald Weigel (LAC Halensee Berlin)                                            | 3:51:46 h0000  | Axel Noack (OSC Berlin)                                                      | 3:55:19 h0000  | Thomas Wallstab (TSV Erfurt)                                                | 3:55:50 h0000                     |
| 50-km-Gehen, Mannschaftswertung             | LAC Quelle Fürth/MünchenPeter Zanner Alfons Schwarz Hardy Koschollek           | 13:34:39 h0000 | ASV ErfurtRonald Papst Karsten Staedler Horst Kiepert                        | 15:55:28 h0000 | nur 2 Mannschaften in der Wertung                                           | nur 2 Mannschaften in der Wertung |
| Hochsprung                                  | Wolfgang Kreißig (MTG Mannheim)                                                | 2,24 m0000     | Martin Buß (LAC Halensee Berlin)                                             | 2,21 m         | Jochen Schmälzle (TSG Reutlingen)                                           | 2,18 m                            |
| Stabhochsprung                              | Michael Stolle (LG Bayer Leverkusen)                                           | 5,70 m0000     | Andrei Tivontschik (VT Zweibrücken)                                          | 5,60 m         | Tim Lobinger (LG Bayer Leverkusen)                                          | 5,50 m                            |
| Weitsprung                                  | Dietmar Haaf (LG Salamander Kornwestheim)                                      | 7,91 m0000     | Holger Ullrich (LG Offenburg)                                                | 7,79 m         | Volker Ehmann (LAV Bayer Uerdingen/Dormagen)                                | 7,77 m                            |
| Dreisprung                                  | Charles Friedek (LG Bayer Leverkusen)                                          | 17,10 m DJB    | Volker Ehmann (LAV Bayer Uerdingen/Dormagen)                                 | 16,62 m        | Volker Mai (SC Neubrandenburg)                                              | 16,44 m                           |
| Kugelstoßen                                 | Oliver-Sven Buder (TV Wattenscheid 01)                                         | 20,53 m0000    | Dirk Urban (LG Wedel-Pinneberg)                                              | 19,84 m        | Michael Mertens (LG Göttingen)                                              | 19,73 m                           |
| Diskuswurf                                  | Lars Riedel (LAC Chemnitz)                                                     | 69,02 m0000    | Michael Möllenbeck (Eintracht Frankfurt)                                     | 64,96 m        | Andreas Seelig (USC Mainz)                                                  | 63,62 m                           |
| Hammerwurf                                  | Karsten Kobs (TV Wattenscheid 01)                                              | 8,92 m DJB     | Heinz Weis (LG Bayer Leverkusen)                                             | 8,84 m         | Claus Dethloff (LG Bayer Leverkusen)                                        | 76,58 m                           |
| Speerwurf                                   | Raymond Hecht (SC Magdeburg)                                                   | 89,34 m0000    | Peter Blank (Eintracht Frankfurt)                                            | 88,12 m        | Boris Henry (SV Saar 05 Saarbrücken)                                        | 84,34 m                           |
| Zehnkampf                                   | Michael Kohnle (SSV Ulm 1846)                                                  | 8008 P         | Bernhard Floder (VfL Kaufering)                                              | 840 P          | Gerald Bayer (LG Altmühl/Jura)                                              | 7684 P                            |
| Zehnkampf, Mannschaftswertung               | VfL KauferingBernhard Floder Florian Schönbeck Jochen Hegewald                 | 22.796 P       | SSV Ulm 1846Michael Kohnle Stefan Vogt Christian Franz                       | 22.796 P       | LG Bayer LeverkusenChristof Reuber Georg Zwirner Lars Knut                  | 21.295 P                          |
| Crosslauf Mittelstrecke – 3,5 km            | Rüdiger Stenzel (TV Wattenscheid 01)                                           | 10:17 min00    | Michael Gottschalk (OSC Berlin)                                              | 10:18 min00    | Sebastian Bürklein (TV Wattenscheid 01)                                     | 10:19 min00                       |
| Crosslauf Mittelstrecke, Mannschaftswertung | TV Wattenscheid 01Rüdiger Stenzel Sebastian Bürklein Daniel Elferich           | Pl.-Ziff. 14   | LAC Quelle Fürth/MünchenLeo Darko Joachim Dehmel Alexander Dehmel            | Pl.-Ziff. 38   | SVO GermaringenJörg Kunstmann Philipp Kehl Richard Negele                   | Pl.-Ziff. 51                      |
| Crosslauf Langstrecke – 9,0 km              | Uwe König (LG SCC Nike Berlin)                                                 | 26:31 min00    | Christian Fischer (LG Wipperfürth)                                           | 26:37 min00    | Steffen Dittmann (LC Solbad Ravensberg)                                     | 26:55 min00                       |
| Crosslauf Langstrecke, Mannschaftswertung   | LG SCC Nike BerlinUwe König Rainer Wachenbrunner Jan Diekow                    | Pl.-Ziff. 22   | LAV Bayer Uerdingen/DormagenHolger Ahrenberg Frank Schnabel Roland Emmerich  | Pl.-Ziff. 55   | LTT DorstenBernd Schapdick Frank Schouren Rainer Seemann                    | Pl.-Ziff. 61                      |
| Berglauf 8,9 km                             | Guido Dold (LT Furtwangen)                                                     | 43:56,6 min0   | Martin Sambala (SVO Germaringen)                                             | 44:13,0 min0   | Michael Scheytt (VfL Sindelfingen)                                          | 44:33,6 min0                      |
| Berglauf, Mannschaftswertung                | SVO GermaringenMartin Sambale Philipp Kehl Paul Deuritz                        | Pl.-Ziff. 16   | TV IsnyJörg Leipner Michael Lingg Hörmann                                    | Pl.-Ziff. 52   | LT FurtwangenGuido Dold Winfried Thurner Matthias Strunz                    | Pl.-Ziff. 57                      |

## Medaillengewinner Frauen
| Disziplin                                            | Gold                                                                             | Leistung          | Silber                                                                                | Leistung            | Bronze                                                                          | Leistung                          |
| ---------------------------------------------------- | -------------------------------------------------------------------------------- | ----------------- | ------------------------------------------------------------------------------------- | ------------------- | ------------------------------------------------------------------------------- | --------------------------------- |
| 100 m (Wind: +0,6)                                   | Melanie Paschke (TV Wattenscheid 01)                                             | 11,06 s DJB0      | Andrea Philipp (LG Olympia Dortmund)                                                  | 11,25 s00           | Silke Lichtenhagen (LG Bayer Leverkusen)                                        | 11,34 s00                         |
| 200 m (Wind: ±0,0)                                   | Melanie Paschke (TV Wattenscheid 01)                                             | 22,64 s00000      | Silke Lichtenhagen (LG Bayer Leverkusen)                                              | 23,19 s00           | Gabi Rockmeier (LAG Mittlere Isar)                                              | 23,42 s00                         |
| 400 m                                                | Grit Breuer (LT 85 Hannover)                                                     | 51,18 s00000      | Anja Rücker (TuS Jena)                                                                | 51,66 s00           | Karin Janke (VfL Wolfsburg)                                                     | 52,08 s00                         |
| 800 m                                                | Linda Kisabaka (LG Bayer 04 Leverkusen)                                          | 2:00,94 min000    | Sylvia Kühnemund (SV Halle)                                                           | 2:03,06 min         | Marlies Hartlieb (OSC Berlin)                                                   | 2:04,70 min                       |
| 1500 m                                               | Sylvia Kühnemund (SV Halle)                                                      | 4:09,65 min000    | Carmen Wüstenhagen (LG SCC Nike Berlin)                                               | 4:09,88 min         | Karen Hartmann (Schweriner SC)                                                  | 4:11,84 min                       |
| 5000 m                                               | Petra Wassiluk (ASC Darmstadt)                                                   | 15:42,06 min000   | Claudia Lokar geb. Borgschulze (TV Wattenscheid 01)                                   | 15:42,67 min        | Dörte Köster (SC Empor Rostock)                                                 | 15:43,02 min                      |
| 10.000 m                                             | Kathrin Weßel geb. Ullrich (OSC Berlin)                                          | 31:15,41 min000   | Iris Biba (Eintracht Frankfurt)                                                       | 32:16,45 min        | Dörte Köster (SC Empor Rostock)                                                 | 32:46,63 min                      |
| Halbmarathon                                         | Katrin Dörre-Heinig (LAC Quelle Fürth/München)                                   | 1:11:15,2 h00000  | Dörte Köster (SC Empor Rostock)                                                       | 1:13:50,3 h000      | Andrea Fleischer (LAC Quelle Fürth/München)                                     | 1:14:21,4 h000                    |
| Halbmarathon, Mannschaftswertung                     | LAC Quelle Fürth/MünchenKatrin Dörre-Heinig Andrea Fleischer Johanna Baumgartner | 3:42:43 h0000000  | LG BraunschweigDoris Grossert Martina Lehmann Katrin Bröger                           | 3:55:19 h0000       | ASC Rosellen/NeussTanja Kalinowski Petra Maak geb. Sander Ute Jenke             | 3:58:13 h0000                     |
| Marathon                                             | Claudia Lokar geb. Borgschulze (TV Wattenscheid 01)                              | 2:28:17 h0000000  | Iris Biba (Eintracht Frankfurt)                                                       | 2:26:08 h0000       | Anke Laws (TSV Cottbus)                                                         | 2:41:03 h0000                     |
| Marathon, Mannschaftswertung                         | Eintracht FrankfurtIris Biba Claudia Hille Gabi Huber                            | 8:34:46 h0000000  | ASC Rosellen/NeussPetra Maak geb. Sander Tanja Kalinowski Ute Jenke                   | 8:44:54 h0000       | TV Geiselhöring 1862Traudl Haselbeck Heidemarie Staller-Willer Ilse Rühlemann   | 8:58:41 h0000                     |
| 100-km-Straßenlauf                                   | Jutta Philippin (Spvgg Renningen 1899)                                           | 7:55:05 h0000000  | Ricarda Botzon (Harburger TB)                                                         | 8:07:07 h0000       | Birgit Lennartz-Lohrengel (LLG St. Augustin)                                    | 8:20:50 h0000                     |
| 100-km-Straßenlauf, Mannschaftswertung – inoffiziell | DLC AachenAntje Küpper Maria Theißen Marianne Gerards                            | 27:37:50 h0000000 | inoffiziell, da nur                                                                   | inoffiziell, da nur | ein Team in der Wertung                                                         | ein Team in der Wertung           |
| 100 m Hürden (Wind: +1,1)                            | Birgit Wolf (VfL Sindelfingen)                                                   | 13,11 s00000      | Gabi Roth (MTG Mannheim)                                                              | 13,15 s00           | Katrin Blankenburg (LT Horst Dassler Köln)                                      | 13,33 s00                         |
| 400 m Hürden                                         | Silvia Rieger (TuS Eintracht Hinte)                                              | 54,85 s00000      | Heike Meißner (LG Dresdner SC)                                                        | 54,94 s00           | Gesine Schmidt (ATS Cuxhaven)                                                   | 55,91 s00                         |
| 4 × 100 m Staffel                                    | LG Olympia DortmundBirgit Brodbeck Silke-Beate Knoll Katja Seidel Andrea Philipp | 43,99 s00000      | LT Horst Dassler KölnKatrin Blankenburg Katja Werner Ingeborg Leschnik Melanie Chrzan | 45,10 s00           | TV Wattenscheid 01Ilka Lochthofen Monika Gosciniak Landsiedel Carmen Bertmaring | 45,59 s00                         |
| 4 × 400 m Staffel                                    | LG Bayer 04 LeverkusenCarolin Broich Aysel Kadioglu Anke Feller Linda Kisabaka   | 3:33,03 min000    | LG Dresdner SCKarla Faulhaber Susanne Merkel Berit Bauer Heike Meißner                | 3:35,18 min         | OSC BerlinClaudia Diefenbach Nadja Hack Anja Schmitz Marlies Hartlieb           | 3:38,49 min                       |
| 3 × 800 m Staffel                                    | LG BraunschweigKristina Terheiden Luminita Zaituc Katrin Bröger                  | 6:24,83 min000    | LAC Quelle Fürth/MünchenMonika Weilhammer Elke Dietel Christine Stief                 | 6:25,61 min         | ESC ErfurtSabine Klett Gabriele Riemann Anett Zierfuß                           | 6:32,58 min                       |
| 5000-m-Bahngehen                                     | Beate Gummelt geb. Anders (LAC Halensee Berlin)                                  | 20:31,58 min DR   | Simone Thust (LAC Halensee Berlin)                                                    | 22:04,09 min        | Annett Arnberg (LAZ Leipzig)                                                    | 22:25,65 min                      |
| 10-km-Gehen                                          | Beate Gummelt geb. Anders (LAC Halensee Berlin)                                  | 43:38 min00000    | Kathrin Boyde (LC Breisgau)                                                           | 45:09 min00         | Simone Thust (LAC Halensee Berlin)                                              | 47:31 min00                       |
| 10-km-Gehen, Mannschaftswertung                      | TV 1846 Groß-GerauNicole Best Brigitte Berger Dania Werner                       | 2:44:54 h0000000  | THW KielAntje Kahr Regina Meinlschmidt Angela Manegold                                | 2:50:54 h0000       | nur 2 Mannschaften in der Wertung                                               | nur 2 Mannschaften in der Wertung |
| Hochsprung                                           | Alina Astafei (USC Mainz)                                                        | 1,94 m0000        | Heike Henkel geb. Redetzky (LG Bayer Leverkusen)                                      | 1,90 m              | Daniela Rath (LAV Bayer Uerdingen/Dormagen)                                     | 1,86 m                            |
| Stabhochsprung                                       | Christine Adams (SuS Dinslaken)                                                  | 4,15 m DJB        | Anastasija Ryzih (LAZ Zweibrücken)                                                    | 4,15 m              | Daniela Köpernick (LG Potsdam)                                                  | 3,90 m                            |
| Weitsprung                                           | Claudia Gerhardt (LAZ Rhede)                                                     | 6,66 m0000        | Sabine Braun (TV Wattenscheid 01)                                                     | 6,48 m              | Stephanie Hort (SV Saar 05 Saarbrücken)                                         | 6,43 m                            |
| Dreisprung                                           | Petra Lobinger geb. Laux (LG Bayer Leverkusen)                                   | 13,89 m0000       | Angela Barylla (TV Wattenscheid 01)                                                   | 13,56 m             | Helga Radtke (LAC Quelle Fürth/München)                                         | 13,54 m                           |
| Kugelstoßen                                          | Astrid Kumbernuss (SC Neubrandenburg)                                            | 20,58 m0000       | Kathrin Neimke (SC Magdeburg)                                                         | 19,32 m             | Stephanie Storp (VfL Wolfsburg)                                                 | 19,23 m                           |
| Diskuswurf                                           | Ilke Wyludda (LAC Chemnitz)                                                      | 67,36 m0000       | Franka Dietzsch (SC Neubrandenburg)                                                   | 64,80 m             | Anja Gründler (OSC Berlin)                                                      | 62,54 m                           |
| Hammerwurf                                           | Inga Beyer (USC Mainz)                                                           | 60,36 m0000       | Simone Mathes (LAC Quelle Fürth/München)                                              | 59,82 m             | Andrea Bunjes (SV Holtland)                                                     | 58,94 m                           |
| Speerwurf                                            | Karen Forkel (SV Halle)                                                          | 66,78 m0000       | Silke Renk (SV Halle)                                                                 | 66,08 m             | Steffi Nerius (LG Bayer Leverkusen)                                             | 65,62 m                           |
| Siebenkampf                                          | Sabine Braun (TV Wattenscheid 01)                                                | 6402 P            | Mona Steigauf (USC Mainz)                                                             | 6232 P              | Astrid Retzke (SV Halle)                                                        | 6039 P                            |
| Siebenkampf, Mannschaftswertung                      | LG SemptKarin Specht Sabine Smieja Christine Huber                               | 16.775 P          | USC MainzMona Steigauf Kerstin Mönch Wenke Fallen                                     | 15.885 P            | TSG Gießen-WieseckUlrike Schlechtweg Susanne Stalitza Frauke Platner            | 15.112 P                          |
| Crosslauf Mittelstrecke – 3,5 km                     | Luminita Zaituc (LG Braunschweig)                                                | 11:37 min00000    | Kathrin Wolf (LAC Quelle Fürth/München)                                               | 11:48 min00         | Kristina da Fonseca-Wollheim (LG SCC Nike Berlin)                               | 12:04 min00                       |
| Crosslauf Mittelstrecke, Mannschaftswertung          | LAC Quelle Fürth/MünchenKathrin Wolf Andrea Fleischer Claudia Lenz               | Pl.-Ziff. 11      | LG BraunschweigLuminita Zaituc Katrin Bröger Martina Leusmann                         | Pl.-Ziff. 26        | LAG Mittlere IsarSusanne Wildner Susanne Falkenstein Melanie Hohenester         | Pl.-Ziff. 43                      |
| Crosslauf Langstrecke – 5,3 km                       | Claudia Lokar geb. Borgschulze (TV Wattenscheid 01)                              | 17:54 min00000    | Kathrin Wolf (LAC Quelle Fürth/München)                                               | 18:01 min00         | Petra Maak geb. Sander (ASC Rosellen/Neuss)                                     | 18:44 min00                       |
| Crosslauf Langstrecke, Mannschaftswertung            | LAC Quelle Fürth/MünchenKathrin Wolf Johanna Baumgartner Andrea Fleischer        | Pl.-Ziff. 13      | ASC Rosellen/NeussPetra Maak geb. Sander Tanja Kalinowski Ute Jenke                   | Pl.-Ziff. 16        | SV Saar 05 SaarbrückenNicole Frank Astrid Mathieu Heike Lottmann                | Pl.-Ziff. 50                      |
| Berglauf 8,9 km                                      | Johanna Baumgartner (LAC Quelle Fürth/München)                                   | 54:05,4 min00000  | Anneliese Weber (TuS Mindelheim)                                                      | 54:51,0 min00       | Jennifer Wischnath (Ausdauersportteam Süßen)                                    | 55:58,5 min00                     |
| Berglauf, Mannschaftswertung                         | LAC Quelle Fürth/MünchenJohanna Baumgartner Ursula Schedel Silke Hennersdorf     | Pl.-Ziff. 33      | LG WipperfürthUte Haarmann Dorothee Steinborn Ulrike Grote                            | Pl.-Ziff. 34        | TSV Bad EndorfElisabeth Nenninger Hubmeier Angela Axenbeck                      | Pl.-Ziff. 59                      |